# Schenkon
Schenkon (gsw. Schänke) – miejscowość i gmina w środkowej Szwajcarii, w kantonie Lucerna, w okręgu Sursee. Leży nad jeziorem Sempachersee.

## Demografia
W Schenkon mieszka 3 088 osób. W 2021 roku 8,5% populacji gminy stanowiły osoby urodzone poza Szwajcarią. 

## Transport
Przez teren gminy przebiegają autostrada A2 oraz drogi główne nr 23 i nr 24. 